# Jiří Hudler
Jiří Hudler (Olomouc, 4 gennaio 1984) è un hockeista su ghiaccio ceco professionista che gioca nel ruolo di ala sinistra. Dalla stagione 2003-04 gioca nella National Hockey League prima con Detroit poi dalla stagione 2012-13 con i Calgary Flames. Nella stagione 2009-10 ha giocato pure nella KHL con la Dinamo Mosca.

## Carriera

### Club
Hudler trascorse l'inizio della sua carriera nell'Extraliga Ceca con VHK Vsetín. Nel 2001-2002 dopo aver registrato la media di un punto a gioco durante tutta la stagione con il club, fu scelto dai Detroit Red Wings, con la loro prima scelta (58° complessivo) nel NHL Entry Draft del 2002. La stagione successiva rimase nel Extraliga, ed ebbe anche un breve periodo con l'Ak Bars Kazan nella Superleague russa prima di trasferirsi in Nord America per la stagione 2003-2004. Anche se ha disputato in 12 partite per i Red Wings in quella stagione, ha giocato la maggior parte della stagione con i Grand Rapids Griffins in American Hockey League (AHL), squadra affiliata di Detroit, segnando 49 punti in 57 partite nella sua stagione da rookie AHL. A causa del lockout del 2004-2005, Hudler rimase nei AHL la stagione seguente tornando pure a giocare sette partite con lo Vsetín. Anche se la NHL riprese nel 2005-2006, Hudler giocò la sua terza stagione con i Griffins, realizzando 36 gol e 96 punti 76 partite e venne nominato nel secondo All-Star Team della AHL e coi suoi 60 assist stabilì il nuovo record di assist fatti in una stagione dei Grand Rapids Griffins.
Hudler si aggregò definitivamente ai Red Wings nel 2006-07 segnò 25 punti in 76 partite e venne nominato rookie dell'anno dei Red Wings dal Detroit Sports Broadcasters Association. Giocando nella sua seconda stagione con i Red Wings, Hudler migliorò a 42 punti. Il 4 giugno 2008, ha vinto la Stanley Cup come membro dei Red Wings,  contribuendo con 5 gol e 9 assist al successo nei playoff di Detroit, compreso il goal della vittoria in gara 4 nella finale 2008 della Stanley Cup contro i Pittsburgh Penguins. Ha continuato a migliorare nel 2008-09, ottenendo 23 gol e 57 punti. Tuttavia, Hudler e i Red Wings non riescono a difendere la Stanley Cup, vengono sconfitti dai Pinguins in sette partite nella finale 2009.
Divento un "free agent ristretto" il 1º luglio 2009, Hudler va all'arbitrato con i Red Wings. Tuttavia, senza attendere il risultato, Hudler firmo un contratto con la Dinamo Mosca della Kontinental Hockey League (KHL) per $10 milioni in due anni l'8 luglio 2009, mentre il suo caso di arbitrato con i Red Wings è stato successivamente stabilito a $5,75 milioni. In risposta alla firma di Hudler con la Dinamo Mosca, USA Hockey depositato un ricorso presso l'International Ice Hockey Federation (IIHF) in quanto Hudler era ritenuto ancora sotto contratto con i Red Wings. In attesa di un'inchiesta della IIHF, a Hudler non fu concesso il trasferimento, impedendogli di giocare nella KHL. La IIHF successivamente approvò contratto KHL di Hudler il 9 settembre 2009, rivelando che anche se fu l'agente di Hudler a firmare i documenti per l'arbitrato e non lo stesso Hudler, ritenendo quindi non valido il caso di arbitrato. Inoltre, IIHF ha stabilito che USA Hockey non è riuscito a presentare il loro ricorso entro i termini stipulati.
Dopo una stagione con la Dinamo Mosca, Hudler lasciò la Dinamo il 18 aprile 2010, appena quattro giorni prima Dinamo era stata incorporata nella OHK Dinamo. Otto giorni più tardi, Hudler sottoscrisse un contratto di 2 anni a $2,875 milioni con la squadra dei Red Wings; lo stesso contratto che egli avrebbe ricevuto dall'arbitrato nel 2009.
Il 2 luglio 2012 Hudler ha firmato un contratto di quattro anni del valore di $16 milioni con i Calgary Flames. Durante il periodo del Lockout Hudler ha firmato con la squadra ceca dell'HC Lev Praga della KHL. Il 3 ottobre 2012 l'HC Lev e Hudler decidono di mettere fine alla collaborazione per permettere al giocatore di curare i suoi problemi ai muscoli dell'addome e dell'inguine. Nel mese di dicembre si accorda con la formazione ceca dell'HC Oceláři Třinec.

## Statistiche

### Club
| Stagione   | Squadra               | Stagione regolare | Stagione regolare | Stagione regolare | Stagione regolare | Stagione regolare | Stagione regolare | Playoff | Playoff | Playoff | Playoff | Playoff |
| Stagione   | Squadra               | Lega              | P                 | G                 | A                 | Pt                | PIM               | P       | G       | A       | Pt      | PIM     |
| ---------- | --------------------- | ----------------- | ----------------- | ----------------- | ----------------- | ----------------- | ----------------- | ------- | ------- | ------- | ------- | ------- |
| 1999–00    | Vsetin                | CZE               | 2                 | 0                 | 1                 | 1                 | 0                 | —       | —       | —       | —       | —       |
| 2000–01    | Vsetin                | CZE               | 22                | 1                 | 4                 | 5                 | 10                | —       | —       | —       | —       | —       |
| 2000–01    | Havirov               | CZE               | 15                | 5                 | 1                 | 6                 | 12                | —       | —       | —       | —       | —       |
| 2001–02    | Vsetin                | CZE               | 46                | 15                | 31                | 46                | 54                | —       | —       | —       | —       | —       |
| 2001–02    | Bili Tygri Liberec    | CZE2              | 1                 | 1                 | 2                 | 3                 | 0                 | 12      | 8       | 5       | 13      | 10      |
| 2002–03    | Vsetin                | CZE               | 30                | 19                | 27                | 46                | 23                | —       | —       | —       | —       | —       |
| 2002–03    | Ak Bars Kazan         | RSL               | 11                | 1                 | 5                 | 6                 | 12                | 1       | 0       | 0       | 0       | 0       |
| 2003–04    | Detroit Red Wings     | NHL               | 12                | 1                 | 2                 | 3                 | 10                | —       | —       | —       | —       | —       |
| 2003–04    | Grand Rapids Griffins | AHL               | 57                | 17                | 32                | 49                | 46                | 4       | 1       | 5       | 6       | 2       |
| 2004–05    | Grand Rapids Griffins | AHL               | 52                | 12                | 22                | 34                | 10                | —       | —       | —       | —       | —       |
| 2004–05    | Vsetin                | CZE               | 7                 | 5                 | 2                 | 7                 | 10                | —       | —       | —       | —       | —       |
| 2005–06    | Grand Rapids Griffins | AHL               | 76                | 36                | 60                | 96                | 56                | 16      | 6       | 16      | 22      | 20      |
| 2005–06    | Detroit Red Wings     | NHL               | 4                 | 0                 | 0                 | 0                 | 2                 | —       | —       | —       | —       | —       |
| 2006–07    | Detroit Red Wings     | NHL               | 76                | 15                | 10                | 25                | 36                | 6       | 0       | 2       | 2       | 4       |
| 2007–08    | Detroit Red Wings     | NHL               | 81                | 13                | 29                | 42                | 26                | 22      | 5       | 9       | 14      | 14      |
| 2008–09    | Detroit Red Wings     | NHL               | 82                | 23                | 34                | 57                | 16                | 23      | 4       | 8       | 12      | 6       |
| 2009–10    | Dinamo Mosca          | KHL               | 54                | 19                | 35                | 54                | 18                | 4       | 0       | 1       | 1       | 4       |
| 2010–11    | Detroit Red Wings     | NHL               | 73                | 10                | 27                | 37                | 28                | 4       | 1       | 2       | 3       | 0       |
| 2011–12    | Detroit Red Wings     | NHL               | 81                | 25                | 25                | 50                | 42                | 5       | 2       | 0       | 2       | 4       |
| 2012–13    | Lev Praga             | KHL               | 4                 | 0                 | 1                 | 1                 | 2                 | —       | —       | —       | —       | —       |
| 2012–13    | Ocelari Trinec        | CZE               | 4                 | 3                 | 2                 | 5                 | 4                 | —       | —       | —       | —       | —       |
| 2012–13    | Calgary Flames        | NHL               | —                 | —                 | —                 | —                 | —                 | —       | —       | —       | —       | —       |
| Totale NHL | Totale NHL            | Totale NHL        | 409               | 87                | 127               | 214               | 160               | 60      | 12      | 21      | 33      | 28      |
| Totale KHL | Totale KHL            | Totale KHL        | 58                | 19                | 36                | 55                | 20                | 4       | 0       | 1       | 1       | 4       |

## Palmarès

### Club
- Stanley Cup: 1

 Detroit Red Wings: 2008
- Extraliga ceca: 1

 VHK Vsetín: 2000-2001

### Nazionale
- Campionato mondiale di hockey su ghiaccio Under-18: 1

 Rep. Ceca U-18: 2002

### Individuale
- Lady Byng Memorial Trophy: 1

2014-2015
- KHL All-Star Game: 1

2009-2010
- AHL Second All-Star Team: 1

2005-2006

### Record
- Maggior numero di assist in una stagione dei Grand Rapids Griffins: 60 (2005–06)[1]